# Хермсдорф (Рудные горы)
Хермсдорф (нем. Hermsdorf/Erzgeb.) — община в Германии, в земле Саксония. Подчиняется земельной дирекции Дрезден. Входит в состав района Вайсериц. Подчиняется управлению Альтенберг. Население составляет 782 человека (2023). Занимает площадь 20,14 км².
Община подразделяется на 3 сельских округа.

## Население
| Год  | Численность | Численность |
| ---- | ----------- | ----------- |
| 2017 | 790         | [ 1 ]       |
| 2019 | 774         | [ 3 ]       |
| 2021 | 776         | [ 4 ]       |
| 2022 | 770         | [ 5 ]       |
| 2023 | 782         | [ 2 ]       |